# Jan Huruk
Jan Huruk (ur. 27 stycznia 1960 w Orsku) – polski lekkoatleta, długodystansowiec, specjalizujący się w biegu maratońskim. Uznany za najlepszego polskiego maratończyka stulecia 1919–2019 według Polskiego Związku Lekkiej Atletyki.

## Życiorys
Jeden z najlepszych zawodników w historii polskiego męskiego maratonu. Reprezentował barwy klubu Gryf Słupsk. Olimpijczyk z Barcelony (1992) – zajął tam 7. miejsce z czasem 2.14:32. W 1991 zajął 4. miejsce na mistrzostwach świata w Tokio, z czasem 2.15:47. W tym samym roku z czasem był 3. podczas maratonu w Londynie, zawodów przeprowadzanych w ramach Pucharu Świata IAAF.
Trzykrotny mistrz kraju: w biegu na 10 000 m (1987), półmaratonie (1992) i biegu przełajowym 7 km (1990), a także halowy mistrz Polski w biegu na 3000 m (1988). W rankingu magazynu „Track & Field News” zajął 3. miejsce w 1991 i 5. w 1992.
Zaangażowany w działalność lokalną, w 2014 kandydował z ramienia Platformy Obywatelskiej do słupskiej rady miasta.
W 1997 został odznaczony Brązowym Krzyżem Zasługi.

## Rekordy życiowe
- bieg na 5000 metrów – 13:34,63 (30 lipca 1988, Sopot)[5]
- bieg na 10 000 metrów – 28:18,42 (20 czerwca 1989, Grudziądz)[5]
- półmaraton – 1.02:17 (23 marca 1991, Haga)[5]
- maraton – 2.10:07 (12 kwietnia 1992, Londyn)[5]